# ATI Rage
ATI RAGE — серия графических чипсетов производства компании ATI Technologies, с ускорением 2D, 3D графики и видео. RAGE является преемником Mach, серии 2D ускорителей, производившихся в 1995—1999 годах.

## 3D RAGE (I)
Прообраз чипа RAGE базировался на 2D ядре Mach64 с новыми блоками для ускорения MPEG-1 и 3D. The 3D RAGE использовался в видеокартах Xpression (ранее содержавших чип Mach64).

## 3D RAGE II (IIC, II+, II+DVD)
Второе поколение чипа RAGE предлагало возросшую почти в 2 раза 3D-производительность. Графический процессор был снова основан на переработанном ядре Mach64 GUI, что обеспечивало оптимальную 2D-производительность с любой памятью типа EDO, работающей в режиме single-cycle или с высокоскоростной памятью SGRAM. Чип 3D RAGE II был улучшенной поконтактно-совместимой версией акселератора 3D RAGE. Второе поколение PCI совместимого чипа увеличило 2D-производительность на 20 процентов и добавило поддержку для воспроизведения MPEG-2 (DVD). Чип также имел драйверы для Microsoft Direct3D и Reality Lab, QuickDraw 3D Rave, Criterion RenderWare и Argonaut BRender. Драйверы OpenGL доступны для профессионального 3D и CAD сообщества, а также Heidi-драйверы доступны для пользователей AutoCAD. Драйверами обеспечивались и операционные системы, такие как Windows 95, Windows NT, Mac OS, OS/2, и Linux. ATI также поставляла чип для оцифровки TV сигнала ImpacTV с картами, основанными на RAGE II.

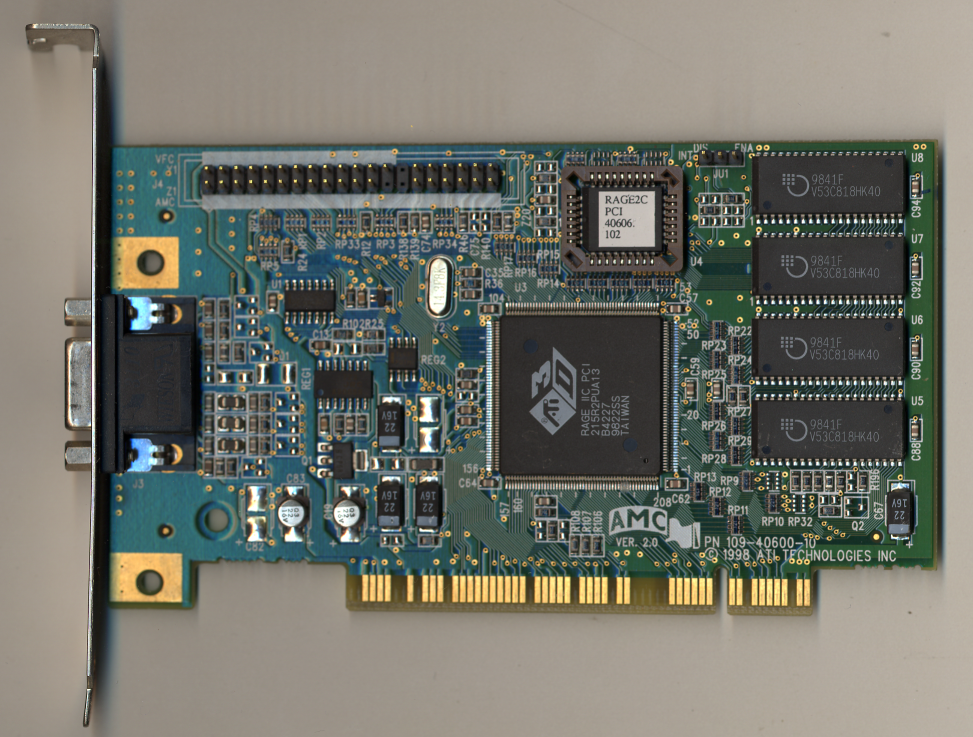
RAGE IIC PCI card

RAGE II был встроен в несколько компьютеров Macintosh, включая Macintosh G3, Power Mac 6500, и в прототип iMac G3 (RageII+). В IBM PC-совместимых компьютерах чипсет использовали некоторые материнские платы и видеокарты: 3D Xpression+, 3D Pro Turbo и в прототипе All-in-Wonder.
- Спецификации RAGE II+DVD:
  - Частота ядра: 60 МГц
  - Частота памяти: 60 МГц
  - До 83 МГц SGRAM памяти
  - Пропускная способность памяти: 480 МБ/с
  - DirectX 5.0

## 3D Rage Pro
ATI ввела много изменений в 3D Rage Pro (первоначальное название ATI Rage Expert98): новый движок треугольного рендеринга, перспективная корректировка, поддержка тумана и реализация прозрачности, зеркальное освещение, улучшенное воспроизведение видео и улучшенная поддержка DVD. Чип 3D Rage Pro был разработан для Intel AGP, используя преимущества выполнения в режиме текстурирования, боковая конвейеризация и полное 2x сглаживание. Первые версии полагались на стандартные настройки памяти: 8 мегабайтов SGRAM, 16 MB WRAM — в зависимости от модели.Ширина шины данных 64 бита. Существовала урезанная по шине и скорости процессора ATI Rage LT. Выполнены по техпроцессу 350. Ширина шины данных 32 бита. 8мб памяти одним чипом памяти

## Ati Rage Mobility
Эти видеочипы используются как в ноутбуках, так и в виде отдельных видеокарт. Выполнены по техпроцессу 250.
Rage Mobility-P и Rage-XL (тот же RageLT, но перешедший на тех процесс 250) имеют по 8 мб видеопамяти. Отличие Mobility P от Rage-XL в том, что первая работает только на AGP шине 2Х либо 4Х, а XL может использовать как PCI шину, так и AGP 2x. Наибольшее применение чипы Rage-XL нашли на серверных материнских платах с процессорами Pentium III.
Rage Mobility-L имеет встроеную в чип видеопамять объёмом 4 мб и может укомплектовываться дополнительной внешней памятью на 4мб,в сумме 8 мб.

## Rage 6
Графический процессор RAGE 128 Pro  получила расширенную до 128 бит шину данных.Стал последней ревизией архитектуры RAGE, и последним чипом использующим бренд RAGE. Следующее поколение видеокарт изначально 
носило кодовое имя Rage 6, но ATI решила переименовать их в Radeon.